# 上五島空港
上五島空港（かみごとうくうこう、Kami-Goto Airport）は、長崎県南松浦郡新上五島町にある地方管理空港である。定期便は就航していない。

## 概要

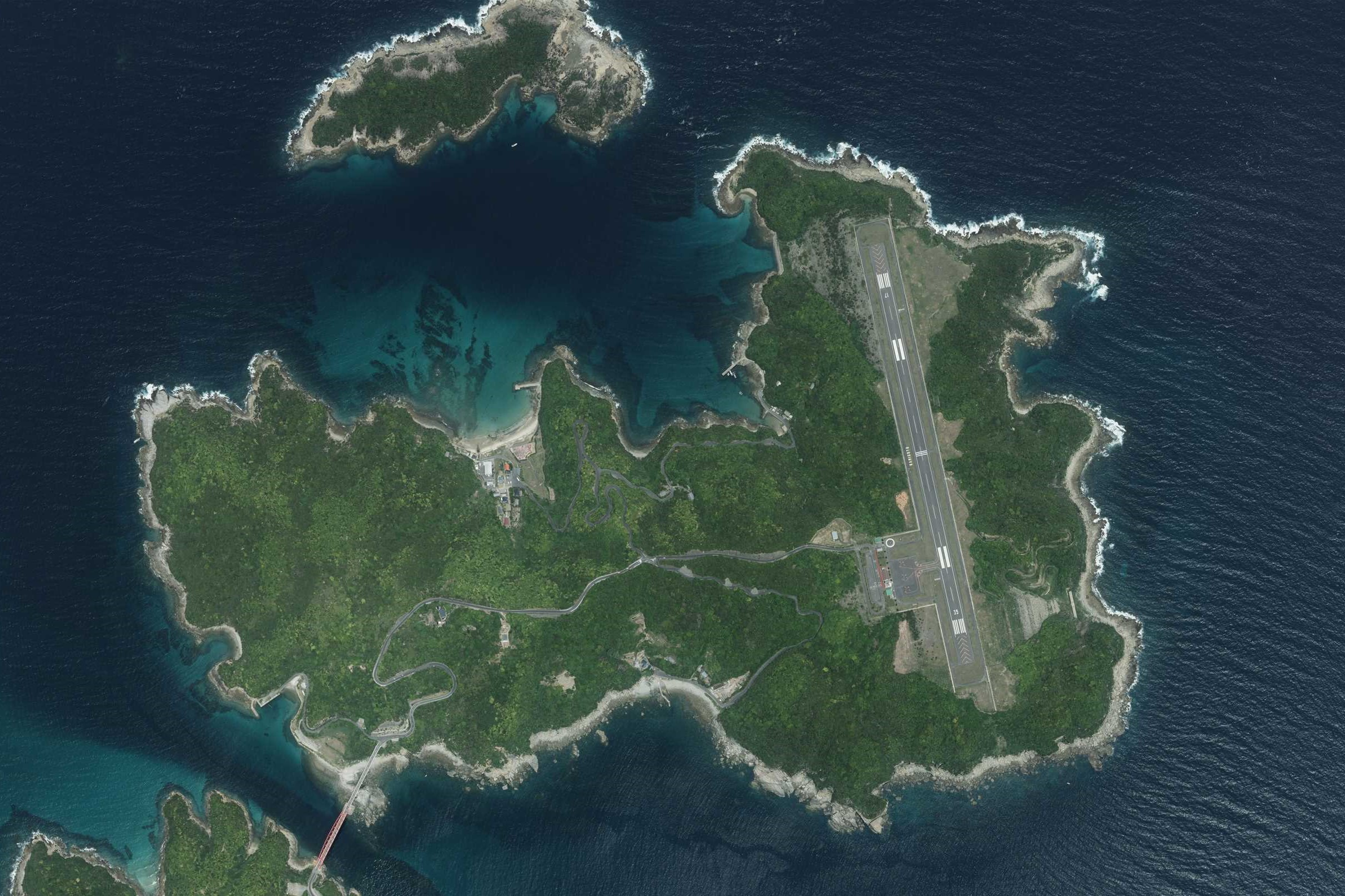
上五島空港付近の空中写真。（2014年撮影）

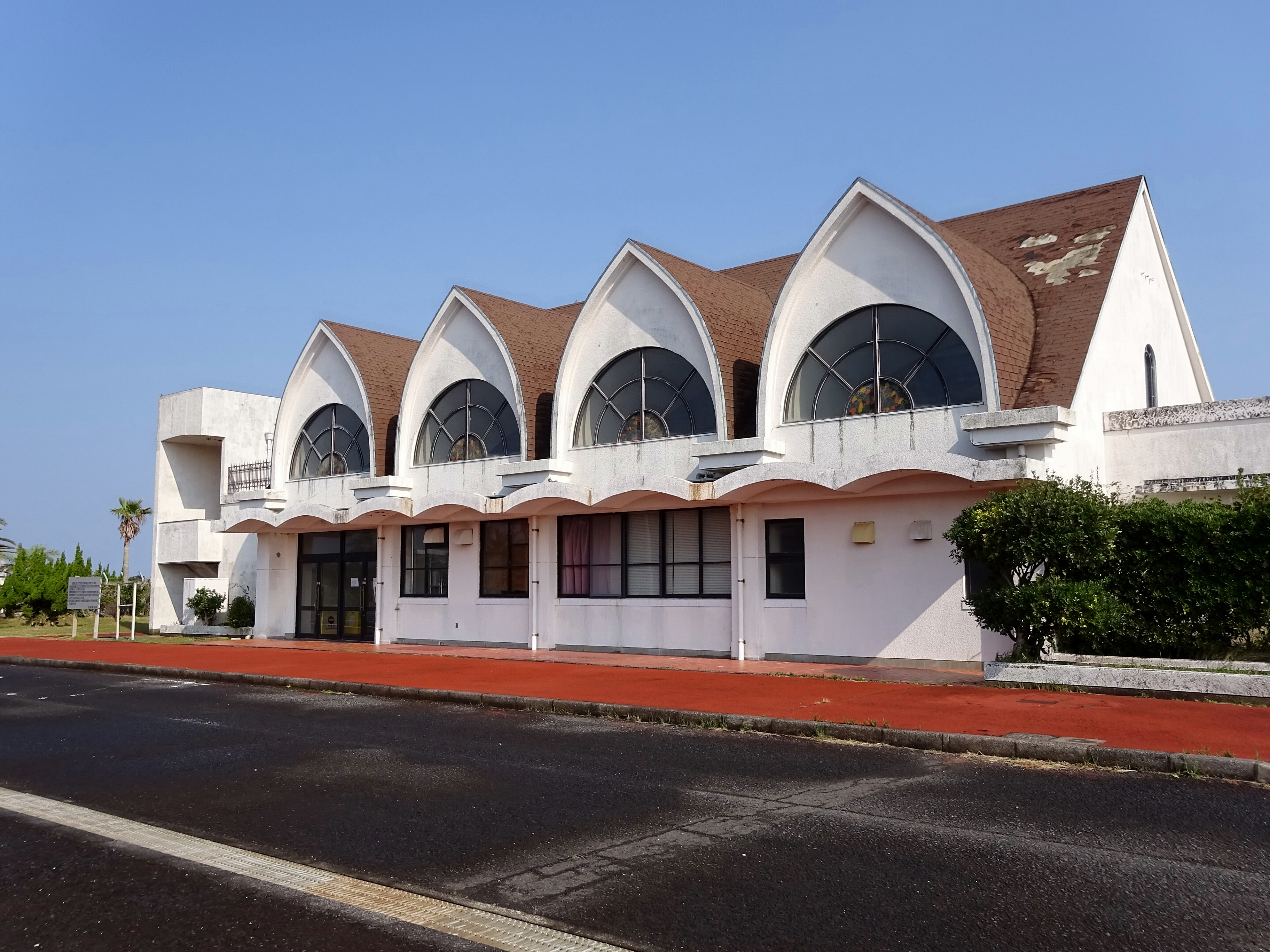
上 五 島 空 港の看板が外された状態となった現在のターミナルビル（2021年撮影）

島と本土を結ぶ交通連絡手段は時間のかかる船舶に頼らざるを得なかったところに、空の便という非常に時間を短縮出来る新しい交通連絡手段として、1981年4月に開港した。 
上五島（若松島・中通島）は山岳地形であり平地に乏しく、埋め立てにより発展して来た歴史を顧みても平地部分に空港を新たに置くことは難しく、五島列島最東端の頭ヶ島の山の頂を切り開いて建設された。STOL（短距離離着陸）用である。航空管制官等の配置はなく、福岡空港から遠隔で管制業務が行われている「リモート空港」である。
定期フェリーで長崎港から2時間半以上かかっていた移動時間は一気に30分程度に短縮され、1989年度には過去最高となる約3万4千人が利用した。しかし海上空港と山岳空港の両特徴を兼ね備えた立地により着陸が難しく、気象条件にも左右されやすかったことから、就航率は80%程度と低かった。また、空港から最寄の集落である有川地区まで、車で20分以上かかるなど立地条件も良くなかった。
1990年代に長崎港と中通島を90分で結ぶ水中翼の高速連絡船ジェットフォイルが就航すると、島の人口減少も重なり、2005年度の空港利用者数は約4,700人まで落ち込み、翌年の定期便廃止に至った。
2006年に定期便が廃止されて以降新規就航便がなく、職員は常駐するものの実質的に休港の状態が続いている。ただし、離島医療を守るためヘリコプターで医師を離島に搬送するリムキャス事業、救急患者の輸送の待機所などとして運用されている。
2006年8月以降、長崎県と関係自治体により存続、廃止の議論が行われている。廃止して跡地を有効利用する案や、滑走路を維持して災害時のライフラインとして活用する案などがある。2009年度の空港利用実績は、自衛隊ヘリの急患搬送訓練および民間機の離着陸を含めて50回であった。
新上五島町では2008年、2009年の夏に遊覧飛行を計画したが、荒天に加え申込者数が定員割れするなどしていずれも中止となっている。
2016年の頭ヶ島天主堂の世界遺産登録を見据えて、2015年に新上五島町によって上五島空港のターミナルビルが改修され、その中に観光拠点としての祈りの島「頭ヶ島」観光のインフォメーションセンターが設置されていた。
2018年4月1日以降、入場者数及び車輌数を制限するために、繁忙期は天主堂がある白浜集落を見学する場合は上五島空港でシャトルバスに乗り換えて行くこととなった。ただし、その後インフォメーションセンターが天主堂近くに移設となったため、シャトルバスは廃止されて現在はこのような乗り換えなく行けるようになっている。

## 沿革
- 1977年（昭和52年）3月 - 第3種空港（現地方管理空港）政令指定。
- 1981年（昭和56年）4月 - 併用開始（800m×25m）[6]。
- 2006年（平成18年）4月 - 定期便の運航終了[6]。
- 2015年（平成27年）7月 - 上五島空港ターミナルビル改修。

## 路線
- オリエンタルエアブリッジが福岡空港・長崎空港との間に就航していたが、小型機材で搭乗可能人員が少ない上に強風など悪天候による欠航も多く、船便（フェリー・高速船）との競合もあって、福岡空港便が2004年3月、長崎空港便が2006年3月をもって休止となり、現在は路線がない。

## アクセス
- 西肥自動車の路線バスが中通島の青方・有川港から運行されていたが、空港閉鎖時に路線を短縮し、乗り入れなくなった。